# Dorosłe dzieci
Dorosłe dzieci – pierwszy album polskiej grupy heavymetalowej Turbo. Wydany w roku 1983 nakładem wydawnictwa Polton.

## Lista utworów
Opracowano na podstawie materiału źródłowego.
| Strona A 1. „Szalony Ikar” (muz. Wojciech Hoffmann, Grzegorz Kupczyk – sł. Andrzej Sobczak) – 3:35 2. „Przegadane dni” (muz. Wojciech Hoffmann – sł. Andrzej Sobczak) – 4:10 3. „W sobie” (muz. Wojciech Hoffmann) – 5:00 4. „Ktoś zamienił” (muz. Wojciech Hoffmann – sł. Andrzej Tara) – 3:20 5. „Pozorne życie” (muz. Grzegorz Kupczyk – sł. Andrzej Sobczak) – 3:10 Strona B 1. „Toczy się po linie” (muz. Wojciech Hoffmann – sł. Andrzej Sobczak) – 5:00 2. „Nie znaczysz nic” (muz. Wojciech Hoffmann – sł. Andrzej Sobczak) – 3:25 3. „Mówili kiedyś” (muz. Henryk Tomczak – sł. Andrzej Sobczak) – 3:05 4. „Dorosłe dzieci” (muz. Wojciech Hoffmann – sł. Andrzej Sobczak) – 7:20 |  | Reedycja z 2009 roku 1. „Szalony Ikar” 2. „Przegadane dni” 3. „W sobie” 4. „Ktoś zamienił” 5. „Pozorne życie” 6. „Toczy się po linie” 7. „Nie znaczysz nic” 8. „Mówili kiedyś” 9. „Dorosłe dzieci” 10. „Coraz mniej” 11. „Pierwsza forsa w tym miesiącu” 12. „Ach, nie bądź taki śmiały!” 13. „Jak w ogień” 14. „Fabryka keksów” (live) 15. „Szalony Ikar” (videoclip) |

## Twórcy
Opracowano na podstawie materiału źródłowego.
| - Grzegorz Kupczyk – wokal - Wojciech Hoffmann – gitara - Piotr Przybylski – gitara basowa - Andrzej Łysów – gitara - Wojciech Anioła – perkusja |  | - Piotr Madziar – realizacja nagrań - Przemysław Kućko – realizacja nagrań - Dorota Zamolska – redaktor nagrań - Janusz Maślak – produkcja - Antoni Zdebiak – zdjęcia - Alek Januszewski – okładka |